# The New Den
The New Den – stadion piłkarski, mieszczący się w Londynie. Główny obiekt klubu Millwall.

## Przeciętna liczba widzów w ostatnich sezonach
- 2007/2008: 8.034 (Football League One).
- 2006/2007: 8.274 (Football League One).
- 2005/2006: 9.529 (Football League Championship).
- 2004/2005: 11.656 (Football League Championship).
- 2003/2004: 10.497 (First Division).
- 2002/2003: 8.512 (First Division).

## Strony internetowe
- The New Den. dspace.dial.pipex.com. [zarchiwizowane z tego adresu (2011-06-04)]. (ang.)